# Hold It Against Me
"Hold It Against Me"는 미국의 가수 브리트니 스피어스의 노래이다. 이 노래는 브리트니의 일곱번째 정규 음반의 첫 싱글로 발표 되었다. "Hold It Against Me"는 닥터 루크와 맥스 마틴이 프로듀서를 맡아 진행되었으며, 보니와 닥터 루크, 맥스 마틴 등이 작곡에 참여했다. 1월 6일에 데모 버전을 선보인뒤, 1월 10일 정식 버전이 풀렸다. 뮤직비디오는 2011년 1월 셋째 주에 촬영하기로 결정되어있다.

## 차트 성과
2011년 1월 11일 "Hold It Against Me"가 발매되자마자 미국의 라디오 미디어베이스에서 619번의 플레이와 Nielsen Broadcast Data Systems(BDS) 595번의 플레이로 기록을 세웠다.
발매 첫주 "Hold It Against Me"가 빌보드 Hot 100 1위를 하며 각종 전세계 21개국에서 1위를 달성하였다.

## 차트
| 차트 (2011)                | 최고 순위 |
| -------------------------- | --------- |
| 오스트레일리아             | 4         |
| 캐나다 (캐나디안 핫 100)   | 1         |
| 덴마크                     | 1         |
| 핀란드                     | 1         |
| 프랑스 디지털 차트 (SNEP)  | 3         |
| 이탈리아 (FIMI)            | 2         |
| 대한민국 (가온)            | 1         |
| 뉴질랜드                   | 1         |
| 노르웨이                   | 2         |
| 스페인 (PROMUSICAE)        | 6         |
| 스웨덴 (Sverigetopplistan) | 9         |
| 미국 빌보드 핫 100         | 1         |
| 미국 팝 송 (빌보드)        | 3         |

## 트랙 리스트
- 디지털 다운로드[8]

1. "Hold It Against Me" – 3:49